# Ivan Krivorukov
Ivan Crivorucov (sau Krivorucov, circa 1880, Chișinău – d. 1937) a fost un deputat din Sfatul Țării, organismul care a exercitat puterea legislativă în Republica Democratică Moldovenească, în perioada 1917-1918.
Apoi, ulterior, a fost comisar al poporului pentru agricultură în guvernul efemerei R.S.S.A. Moldovenești.

## Biografie
A fost de profesie tâmplar și a făcut parte din Uniunea Social-Democrată, fiind propus deputat pentru Sfatul Țării, în calitate delegat din partea organizației muncitorilor din Chișinău, ca reprezentant din partea minorității ruse. S-a născut, după unii în anul 1876, după alții în 1882, iar conform scrierilor sovietice, anul nașterii figurează ca fiind 1883.

## Educație
A avut studii primare.

## Activitate politică
În perioada cuprinsă între 9 martie și 28 octombrie 1918 a activat ca deputat.
În calitate de membru al Sfatului Țării din Chișinău, la 27 martie, s-a abținut de la vot, declarând: „
| “ | Avînd în vedere seriozitatea momentului, când Sfatul Țării, sub influența unei politici fără răspunderea unei grupări mici, este chemat să săvârșească un act de importanță istorică mare, și, recunoscând că Sfatul Țării nu este împuternicit pentru aceasta de către poporul republicii, eu, ca reprezentant al clasei muncitoare, cred că e de datoria mea să arăt, că clasa muncitoare își declină răspunderea pentru actul care se înfăptuiește în spatele ei și refuză de a lua parte la votare | ” |

.
Până la data de 29 octombrie 1918 a continuat să adopte aceeași atitudine și aceeași poziție. 

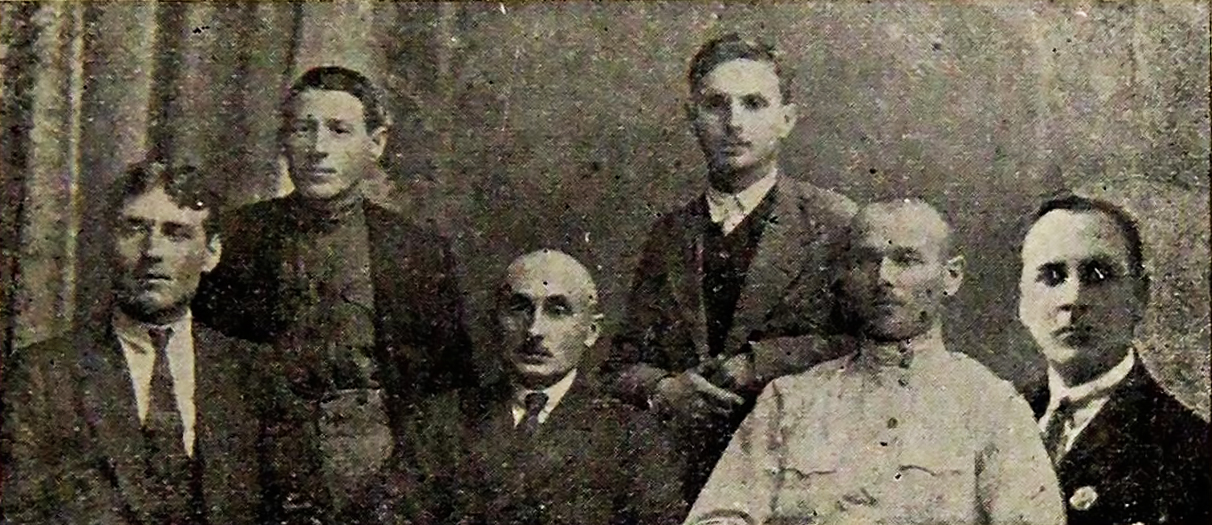
Guvernul provizoriu al Republica Sovietică Socialistă Basarabeană. Crivorucov este al doilea din stânga

Sub președinția lui Ivan Krivorucov, în iulie 1919, la Conferința  organizației comuniste a Basarabiei care s-a ținut în stânga Nistrului, a fost ales Guvernul provizoriu al Basarabiei. Acesta a fost format din: Palamarenko, Aladjalov, Kasperovskii, Ușan, Litovțev și Bujor.
În anul 1919, Ivan Crivorucov s-a aflat printre cei 108 complotiști împotriva statului român, care au fost judecați, primind pedepse diferite. A fost comandat la moarte în contumacie. Tovarășii săi de luptă l-au calificat drept „vechi revoluționar rus,” care împreună cu alții a fost printre „primii constructori ai statului sovietic moldovenesc.”
În anul 1924  a fost numit comisar al poporului pentru agricultură în guvernul R.S.S.A. Moldovenești nou create. De asemenea, a fost și membru al Comitetului regional de partid. Din 1926 a lucrat în Kiev și Odesa.
Întregul guvern al R.S.S.A.M., și mulți activiști din diverse domenii, inclusiv Ivan Crivorucov, au fost omorâți din ordinul lui Stalin, în anul 1937.